# 絶対可憐チルドレン ULTIMATE SONGS
『絶対可憐チルドレン ULTIMATE SONGS』（ぜったいかれんチルドレン アルティメット・ソングス）は、テレビアニメ『絶対可憐チルドレン』のベストアルバム。2010年7月28日にジェネオン・ユニバーサルから発売された。

## 概要
テレビアニメ『絶対可憐チルドレン』の主題歌、キャラクターソングが収録されている。CDジャケットには、明石薫、野上葵、三宮紫穂が描かれており、原作者の椎名高志の描き下ろしでアウターケース仕様になっている。
各Discは紙ジャケットに収納されており、各ジャケットには歌詞カードが封入されている。これまでのシングル、アルバムのジャケットに使用されたイラストなどを掲載したオールカラーブックレットが同梱されている。スペシャル着ボイスがダウンロードできるパスワード入りカード封入されている。DVDが同梱され、テレビアニメ、OVAのオープニング、エンディングテーマのノンテロップバージョン映像が収録されている。

## 収録曲

### Disc-1
1. Over The Future [4:02]
歌：可憐Girl's
作詞：六ツ見純代、作曲：佐伯高志、編曲：m-takeshi
  - テレビアニメ 1stオープニングテーマ
2. 絶対love×love宣言!! [4:02]
歌：ザ・チルドレン starring 平野綾&白石涼子&戸松遥
作詞：葉月ゆら、渡邊亜希子、作曲：江並哲志、編曲：前口渉
  - テレビアニメ 1stエンディングテーマ
3. DATTE 大本命 [3:49]
歌：ザ・チルドレン starring 平野綾&白石涼子&戸松遥
テレビアニメ 2ndエンディングテーマ
4. Over The Future feat. THE CHILDREN [4:01]
歌：ザ・チルドレン starring 平野綾&白石涼子&戸松遥
作詞：六ツ見純子、作曲：佐伯高志、編曲：m-takeshi
5. MY WINGS [4:02]
歌：可憐Girl's
作詞：人萌乎、作曲・編曲：前口渉
テレビアニメ 2ndオープニングテーマ
6. Break+Your+Destiny [4:42]
歌：可憐GUY's starring 遊佐浩二&中村悠一&谷山紀章
作詞：六ツ見純代、作曲：渡辺翔、編曲：増田武史
テレビアニメ 3rdエンディングテーマ
7. MY WINGS feat. THE CHILDREN [4:01]
歌：ザ・チルドレン starring 平野綾&白石涼子&戸松遥
テレビアニメ 第46話 オープニングテーマ
8. 絶対love×love宣言!! [3:44]
歌：可憐Girl's
作詞：葉月ゆら、渡邊亜希子、作曲：江並哲志、編曲：前口渉
  - テレビアニメ 第46話エンディングテーマ
9. No Surrender [3:32]
歌：可憐GUY's starring 遊佐浩二&中村悠一&谷山紀章
作詞：六ツ見純代、作曲：佐伯高志、c編曲：佐々木裕
10. 早春賦 [3:55]
歌：ザ・チルドレン starring 平野綾&白石涼子&戸松遥
  - テレビアニメ 4thエンディングテーマ
11. …Out of control… [3:34]
歌：可憐GUY's starring 遊佐浩二&中村悠一&谷山紀章
作詞：六ツ見純代 / 作曲：渡辺拓也、編曲：増田武史
OVA エンディングテーマ
12. ☆Seventh★Heaven☆ [4:03]
歌：ザ・チルドレン starring 平野綾&白石涼子&戸松遥
作詞：六ツ見純代、作曲：okky、編曲：前口渉
OVA 主題歌

### Disc-2
1. NO!!!! [3:45]
歌：明石薫 starring 平野綾
作詞：くまのきよみ、作曲・編曲：根岸貴幸
2. 瞬間少女 [2:57]
歌：野上葵 starring 白石涼子
作詞：くまのきよみ、作曲：田中公平、編曲：根岸貴幸
3. さわってViolet [4:43]
歌：三宮紫穂 starring 戸松遥
作詞：くまのきよみ、作曲・編曲：溝口和彦
4. I'm Here [3:50]
歌：皆本光一 starring 中村悠一
作詞：くまのきよみ、作曲：松村潤乃輔、編曲：多田彰文
5. 自由という名のRestriction [4:01]
歌：兵部京介 starring 遊佐浩二
作詞：くまのきよみ、作曲・編曲：村上正芳
6. 半分子猫シンフォニー [4:09]
歌：梅枝ナオミ starring 藤村歩
作詞：くまのきよみ、作曲・編曲：村瀬恭久
7. Romantic Workaholic [3:39]
歌：賢木修二 starring 谷山紀章
作詞：くまのきよみ、作曲・編曲：村瀬恭久
8. プロフィールもnot解禁っ [4:51]
歌：柏木朧 starring 浅野真澄
作詞：くまのきよみ、作曲・編曲：根岸貴幸
9. フェイスはダブルの歌心 [3:46]
歌：ザ・ダブルフェイス starring 中尾衣里&佐藤利奈
作詞：くまのきよみ、作曲・編曲：FAULTFINDERS
10. あのね、オトコノコ [4:45]
歌：花井ちさと starring 福原香織
作詞：くまのきよみ、作曲・編曲：澤口和彦
11. シュ・ビ・ドゥ B.A.B.E.L. [4:53]
歌：桐壺帝三&柏木 朧 starring 小杉十郎太&浅野真澄
作詞：くまのきよみ、作曲・編曲：岩崎文紀

### Disc-3
1. ひまわり [3:34]
歌：明石薫 starring 平野綾
作詞：くまのきよみ、作曲・編曲：多田彰文
2. 3 Shinin' 3 [2:47]
歌：野上葵 starring 白石涼子
作詞：くまのきよみ、作曲・編曲：岸村正実
3. 濃密ウィスパー [4:17]
歌：三宮紫穂 starring 戸松遥
作詞：くまのきよみ、作曲・編曲：岩崎文紀
4. You're Freedom! [4:19]
歌：皆本光一 starring 中村悠一
作詞：くまのきよみ、作曲・編曲：根岸貴幸
5. God Breathless [4:47]
歌：兵部京介 starring 遊佐浩二
作詞：くまのきよみ、作曲・編曲：村上正芳
6. 703 SENSATIONAL [3:12]
歌：梅枝ナオミ starring 藤村歩
作詞：くまのきよみ、作曲・編曲：岸村正実
7. Snatch [4:25]
歌：賢木修二 starring 谷山紀章
作詞：くまのきよみ、作曲・編曲：村瀬恭久
8. ア・ブ・ナ・イ Jewelry Heart [4:25]
歌：澪 starring 釘宮理恵
作詞：くまのきよみ / 作曲・編曲：岩崎文紀
9. のよっ!うぉー禁とーく [3:10]
歌：マッスル大鎌 starring 三宅健太
作詞：くまのきよみ、作曲・編曲：澤口和彦
10. 職場恋愛おぼえていますか? [3:28]
歌：谷崎一郎&梅枝ナオミ starring 家中宏&藤村歩
作詞：くまのきよみ、作曲・編曲：FAULTFINDERS
11. 微睡Gravy Lips [4:33]
歌：蕾見不二子 starring ゆかな
作詞：くまのきよみ、作曲・編曲：岩崎文紀

### DVD
1. Over The Future
歌：可憐Girl's
1st OP ver.1
2. Over The Future
歌：可憐Girl's
1st OP ver.2
3. 絶対love×love宣言!!
歌：ザ・チルドレン
1st ED
4. DATTE 大本命
歌：ザ・チルドレン
2nd ED ver.1
5. DATTE 大本命
歌：ザ・チルドレン
2nd ED ver.2
6. MY WINGS
歌：可憐Girl's
2nd OP
7. Break+Your+Destiny
歌：可憐GUY's
3rd ED
8. Break+Your+Destiny
歌：可憐GUY's
第39話 ED
9. MY WINGS feat. THE CHILDREN
歌：ザ・チルドレン
第46話 OP
10. 絶対love×love宣言!!
歌：可憐Girl's
第46話 ED
11. 早春賦
歌：ザ・チルドレン
4th ED
12. ☆Seventh★Heaven☆
歌：ザ・チルドレン
OVA ED